# Sub Pop
Sub Pop is een platenlabel uit Seattle dat zich toelegt op rockmuziek. Het label is vooral bekend vanwege enkele populaire grungebands die ooit op het label hun platen uitbrachten.
Sub Pop begon als fanzine van Bruce Pavitt in 1980. De eerste editie heette het nog Subterranean Pop. Pavitt begon cassettebandjes met compilaties bij de zines te distribueren.
In 1986 begonnen Pavitt en Jonathan Poneman samen het platenlabel. Ze contracteerden enkele lokale bands en startten een Sub Pop Singles Club, waarbij abonnees iedere maand een single van een lokale band thuisgestuurd kregen.

## Bands
In de loop der jaren zaten onder meer deze bands en artiesten op het label:
- 5ive Style
- Afghan Whigs
- The Album Leaf
- The Beach Boys
- Band of Horses
- Baptist Generals
- Beat Happening
- The Brunettes
- Steven Jesse Bernstein
- Blood Circus
- Bright Eyes
- Cat Butt
- Combustible Edison
- The Constantines
- Cansei de Ser Sexy
- Chixdiggit
- Comets on Fire
- David Cross
- Damon & Naomi
- Death Cab For Cutie
- Dntel
- Dum Dum Girls
- Julie Doiron
- Earth
- The Elected
- Eric's Trip
- Father John Misty
- The Fluid
- Frausdots
- Fruit Bats
- Gas Huffer
- The Gutter Twins
- The Go
- godheadSilo
- Green Magnet School
- Green River
- The Grifters (band)
- Hazel
- The Head and the Heart
- Hellacopters
- Holopaw
- The Homesick
- Hot Hot Heat
- Husky
- The Intelligence
- Iron & Wine
- Damien Jurado
- Kinski
- L7
- Mudhoney
- Nirvana
- The Postal Service
- Screaming Trees
- Smashing Pumpkins
- Soundgarden
- Still Corners
- Sunny Day Real Estate
- Chad VanGaalen
- The White Stripes